# Lepidophyma lineri
Lepidophyma lineri là một loài thằn lằn trong họ Xantusiidae. Loài này được Smith mô tả khoa học đầu tiên năm 1973.